# Sol Bamba
Souleymane "Sol" Bamba, född 13 januari 1985 i Ivry-sur-Seine, Val-de-Marne, död 31 augusti 2024 i Manisa, Turkiet, var en fransk-ivoriansk fotbollsspelare. Hans främsta position var som mittback.

## Klubbkarriär
Bambas karriär började i Paris Saint Germains ungdomsakademi. Han tillhörde dessutom lagets a-lag i två år. 2006 värvades han till den skotska klubben Dunfermline Athletic. Där imponerade han i sin första säsong men under den andra gick det sämre. 2008 skrev han på för Hibernian, där han blev kvar i två år.
I januari 2011 skrev Bamba på för Sven-Göran Erikssons Leicester City. Bamba debuterade mot Erikssons gamla klubb Manchester City i FA-cupen och han gjorde mål efter drygt 50 sekunder vilket direkt gjorde honom till en publikfavorit.
Den 10 augusti 2021 värvades Bamba av Middlesbrough, där han skrev på ett ettårskontrakt.
Den 30 augusti 2024 meddelade Adanaspor, där Bamba jobbar som teknisk direktör, att Bamba missar dagens match mot Manisa då han är sjuk och förd till sjukhus. Dagen därpå meddelar klubben att han gått bort på sjukhuset.

## Landslagskarriär
Sol Bamba har spelat 41 landskamper för Elfenbenskusten.